# 博科尼大学
博科尼大学（意大利文：Università Commerciale Luigi Bocconi；英文：Bocconi University）是意大利米兰一所私立大学，開設金融学、法律、政治学和管理学等专业。該校在商業領域一向在義大利和全球名列前茅。在2025年QS排名中，行銷領域科系排名世界第七，工商管理專業世界第九。在彭博的「歐洲商學院」中排名第一。

## 历史

路易吉·博科尼

博科尼大学于1902年在米兰（意大利）由富商费迪南多·博科尼捐款创立，是为了纪念费迪南多·博科尼先生的独子在殖民战争的阿多瓦战役中牺牲（埃塞俄比亚，1896年5月1日）。第一任校长兼教导主任，莱昻帕多·撒巴蒂尼是一位民权律师。

## 课程
以下是该大学的本科教育课程名单：
- 管理学
  - 综合管理
  - 销售管理
  - 组织学和信息科技系统
  - 企业金融和会计控制
  - 公共管理和国际机构管理
  - 金融机构管理
  - 商业法
  - 艺术文化传播管理

- 经济学
  - 经济社会科学
  - 国际金融和经济管理

- 法学
  - 法学

博科尼大学和SDA Bocconi商学院提供针对企业管理执行层的职业培训课程。

## 国际合作
该大学为世界工商管理协会AMBA会员。

## 知名校友
- 马里奥·蒙蒂：意大利前总理，欧盟委员会委员。
- Marco Patuano：意大利电信（TIM）首席执行官。
- 盧卡·德·梅奧：雷诺汽车首席执行官。
- 维托里奥·柯劳（Vittorio Colao）：沃达丰电信首席执行官。
- Paolo Scaroni：埃尼石油首席执行官。
- Stefano Sassi：华伦天奴（Valentino S.p.A.）首席执行官。
- Alessandro Pansa：芬梅卡尼卡（Finmeccanica ）首席执行官。
- Fabio De'Longhi： 企业家，De'Longhi创始人。
- Pierre Casiraghi：摩纳哥王子。
- 安德雷亚·阿涅利：尤文图斯俱乐部主席。